# Кан’єнґе
Кан’єнґе (ісп. Canyengue, [kanˈdʒɛnge]) означає:

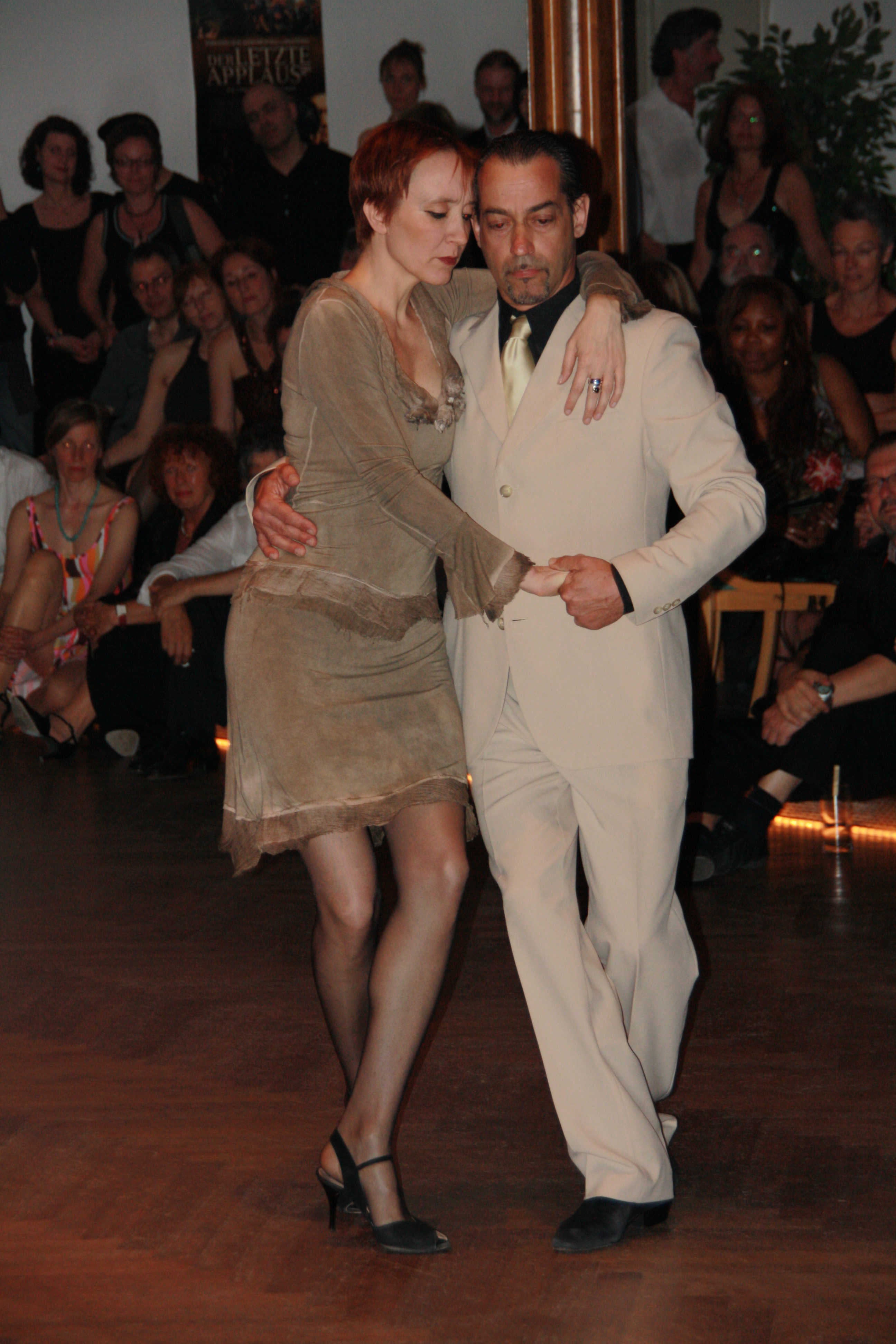
Танго-Кан’єнґе

- старовинний стиль Танго, для якого характерні грайливість, напівзігнуті коліна, та контакт правої щоки партнера і лівої щоки партнерки[1]. Іноді також називається Orillero[1] (низький, робочий клас[2]). Існує з (1900-х, починаючи від африканських коренів танцю). Стиль Кан'єнґе протиставляється елегантному стилю Танго салон.
- музична техніка перкусії без ударних інструментів, з інших інструментів прямо для цього не призначених. Наприклад постукування струн смичком чи долонею (ефект кан'єнґе).[3]

## Етимологія
Лінгвісти вважають що Лунфардо-слово Canyengue має африканське походження.

## Зноски
1. 1 2  Tango Canyengue Style of Dancing - description and videos. Архів оригіналу за 19 травня 2016. Процитовано 28 травня 2016.
2. ↑  English Translation of “orillero”. Collins Spanish English Dictionary. Архів оригіналу за 26 серпня 2016. Процитовано 28 травня 2016.
3. ↑  Biography of Leopoldo Thompson by Néstor Pinsón - Todotango.com. Архів оригіналу за 8 серпня 2016. Процитовано 28 травня 2016.